# 3-(イミダソゾール-5-イル)乳酸デヒドロゲナーゼ
3-(イミダソゾール-5-イル)乳酸デヒドロゲナーゼ（3-(imidazol-5-yl)lactate dehydrogenase）は、次の化学反応を触媒する酸化還元酵素である。
(S)-3-(イミダソゾール-5-イル)乳酸 + NAD(P)+ {\displaystyle \rightleftharpoons } 3-(イミダソゾール-5-イル)ピルビン酸 + NAD(P)H + H+
すなわち、この酵素の基質は(S)-3-(イミダソゾール-5-イル)乳酸とNAD(P)+、生成物は3-(イミダソゾール-5-イル)ピルビン酸とNAD(P)HとH+である。
組織名は(S)-3-(imidazol-5-yl)lactate:NAD(P)+ oxidoreductaseで、別名にimidazol-5-yl lactate dehydrogenaseがある。